# Timica
Timica di Sparta (in greco antico: Τιμύχα Λακεδαιμονία?, Timýcha Lakedaimonía; Sparta, inizio del IV secolo a.C. – ...) è stata una filosofa spartana della scuola pitagorica, moglie del filosofo pitagorico Millia di Crotone, attiva nel IV secolo a.C. nell'Italia meridionale.

## Biografia
Originaria della Laconia, fu la moglie di Millia di Crotone, e insieme al marito fu un membro della scuola pitagorica.
Durante le varie campagne in Calabria di Dionisio, il tiranno siracusano, fece attaccare dai suoi soldati i seguaci della scuola pitagorica. I pitagorici fuggirono ma si fermarono nei pressi di un campo di fave, perché attraversarlo sarebbe stato un tabù, quindi decisero di combattere e furono uccisi. Timica e il marito, invece, non erano stati in grado di tenere il passo con gli altri, essendo lei al sesto mese di gravidanza. I soldati li fecero prigionieri e li portarono da Dionisio. Questi li interrogò per sapere i misteri e i segreti della setta, fra cui, non ultimo, il motivo per il quale i pitagorici preferivano morire piuttosto che attraversare un campo di fave, ma essi si rifiutarono di rispondere. Allora il tiranno fece portare via Millia, sperando che Timica, rimasta sola e impaurita avrebbe rivelato tutto quello che sapeva. Ma Timica continuò a tacere e quando Dionisio esasperato diede ordine di torturarla, costei, pensando che sotto i tormenti avrebbe potuto cedere e parlare, preferì staccarsi la lingua con un morso e sputarla in faccia al tiranno.
Timica è citata da Clemente Alessandrino nelle sue Stromata e da Giamblico nella Vita di Pitagora.

## Curiosità
- Leena di Atene, amica di Armodio e Aristogitone, fu un altro personaggio della storia greca che compì lo stesso gesto di Timica, cioè strapparsi la lingua per non rivelare delle verità.[2]
- Secondo Plutarco, anche Zenone di Elea, dopo aver tentato di uccidere il tiranno Demilo e avendo fallito, per non rivelare l'identità dei suoi complici compì lo stesso gesto.[3]
- La figura di Timica colpì Giacomo Leopardi che le dedicò un appunto nello Zibaldone. L'appunto, datato Recanati 16 novembre 1826, recita:

(Giacomo Leopardi, Zibaldone pagina 439)